# 桥粒黏蛋白
桥粒黏蛋白（英語：desmoglein）是由蛋白質DSG1、DSG2、DSG3和DSG4組成的橋粒钙黏蛋白家族。它們在连接细胞的橋粒的形成中發揮作用。

## 病理学
桥粒黏蛋白靶向自體免疫性疾病天疱疮。
桥粒黏蛋白是一种钙黏蛋白，这种跨膜蛋白可与其他钙黏蛋白結合，形成一种被稱為細胞間橋粒的连接。这些桥粒黏蛋白将细胞结合在一起，但是当机体开始产生针对桥粒黏蛋白的抗体时，连接处会分解，从而导致水泡或囊泡的形成。